# Marko Kopljar
Marko Kopljar (12 de febrero de 1986, Požega, Yugoslavia) es un balonmanista croata que juega en la posición de lateral derecho. Fue un componente de la selección de balonmano de Croacia.
Participó en los Juegos Olímpicos de Londres 2012, donde su selección nacional obtuvo la medalla de bronce.

## Carrera
Debutó profesionalmente en el 2004 con el RK Zagreb, pero en competición europea, no debutó hasta la temporada 2006-2007 en la Recopa de Europa, marcando 3 goles en la competición y llegando hasta semifinales, pero finalmente no pudieron pasar a la final. En su última temporada en Croacia, 2011-2012, jugó 12 partidos en la Liga de Campeones de la EHF, competición en la que debutó en la temporada 2007-2008. En los 12 partidos, anotó 67 goles, perdiéndose 2 partidos en total. Su equipo llegó hasta los cuartos de final, enfrentándose al THW Kiel, contra los que perdieron el global tras unos partidos de 31-31 y 27-33. En los dos partidos obtuvo 7 y 4 goles respectivamente que nada pudieron hacer ante el poder germano. Durante esa temporada, en los meses invernales, Croacia consiguió la medalla de bronce en el Campeonato de Europa de 2012 celebrado en Serbia, siendo Kopljar elegido en el 7 ideal del torneo.
En el verano de 2012, se hicieron oficiales a la vez, los fichajes de Didier Dinart y de Kopljar por el Paris Saint-Germain. Luego de fichar por el equipo francés, participó en los Juegos Olímpicos de 2012, ganando el partido por el bronce a Hungría por 33-26, con 3 goles de Kopljar en 45 minutos de juego. Debutó con victoria en la Liga francesa contra el Cesson-Rennes MHB, anotando 2 goles de 3 intentos y perdiendo un balón. En el partido que los enfrentó a los vigentes campeones del Montpellier, anotó 10 goles en la aplastante victoria por 38-24, siendo el líder anotador junto con los 11 goles de Mikkel Hansen, colocándose como líderes de la liga de Francia.
En 2015 fichó por el FC Barcelona, donde ganó la Liga ASOBAL y los demás títulos nacionales. En 2016 se desvinculó del Barça y fichó por el campeón húngaro, el MKB Veszprém.

## Equipos
- HC Croatia Osiguranje-Zagreb (2004-2012)
- Paris Saint-Germain (2012-2015)
- FC Barcelona (2015-2016)
- MKB Veszprém (2016-2017)
- Füchse Berlin (2017-2024)

## Palmarés

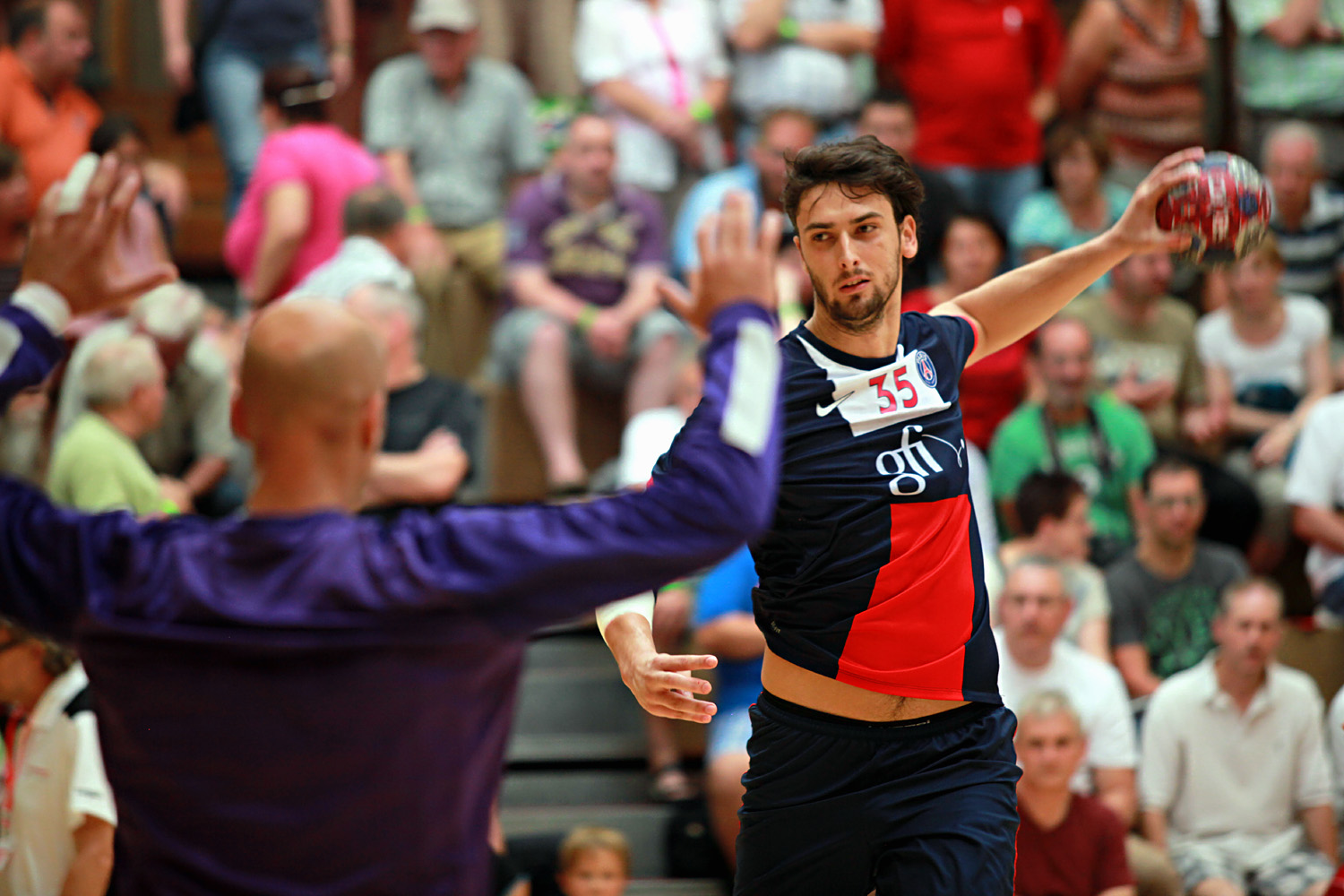
Kopljar ejecutando un lanzamiento.

### RK Zagreb
- Liga de Croacia (2005, 2006, 2007, 2008, 2009, 2010, 2011 y 2012)
- Copa de Croacia (2005, 2006, 2007, 2008, 2009, 2010, 2011 y 2012)

### Paris Saint-Germain
- Liga de Francia de balonmano (2): 2013, 2015
- Copa de Francia de balonmano (2): 2014, 2015
- Supercopa de Francia (2): 2014, 2015

### Veszprém
- Liga húngara de balonmano (1): 2017
- Copa de Hungría de balonmano (1): 2017

### Barcelona
- Liga Asobal (1): 2016
- Copa Asobal (1): 2016
- Copa del Rey (1): 2016

### Füchse Berlin
- Copa EHF (1): 2018
- Liga Europea de la EHF (1): 2023

### Selección nacional

#### Campeonato del Mundo
- Medalla de plata en el Campeonato del Mundo de 2009

#### Campeonato de Europa
- Medalla de plata en el Campeonato de Europa de 2010
- Medalla de Bronce en el Campeonato de Europa de 2012

#### Juegos Olímpicos
- Medalla de bronce en los Juegos Olímpicos de 2012

### Consideraciones personales
- Mejor lateral derecho del Europeo (2012)
- Mejor lateral derecho de la Liga de Francia (2013)